# Darboux
Darboux [darbú] je priimek več osebnosti.
- Jean Gaston Darboux (1842—1917), francoski matematik.
- Paul Darboux (1919—1982), beninski trgovec in politik.